# Lotus Expeditor
Lotus Expeditor ist eine Software von IBM, mit welcher Arbeitsoberflächen auf der Basis der Open-Source-Software Eclipse (RCP) erstellt und integriert werden können. Mit dieser Integrationssoftware können SOA-basierte Lösungen erstellt werden. Unterschiedliche Anwendungen können inhaltsbezogen miteinander verkettet werden (Composite Applications). 
Lotus Expeditor ist der Nachfolger von IBM WebSphere Everyplace Deployment.

## Funktionsumfang von Lotus Expeditor
- Composite Applications: Anwendungen können inhaltsbezogen verknüpft werden. Es werden dabei verschiedene Technologien unterstützt.
- Integration: Verschiedene Datenquellen (z. B. JSR-172, JSR-168) werden für die Integration unterstützt.
- Offline-Funktion: Anwendungen können für den Offline-Einsatz synchronisiert werden.
- Mobile Access: Bearbeiten von Anwendungen via Personal Digital Assistant (PDA) oder Smartphone.
- Service Managed Deployment: Anwendungen können zentral gesteuert zu den Benutzern installiert werden.
- Rich Client und webbasiertes Benutzerinterface: Anwendungen können einfach auf den Rich Client wie auch auf dem Webbrowser angepasst werden. Wiederverwenden von Komponenten.

## Einsatz in weiterer IBM-Software
IBM entwickelt vermehrt Anwendersoftware auf Basis des OSGi-Frameworks, das auch im Lotus Expeditor genutzt wird.  Beispielsweise basieren Lotus Notes 8 und Lotus Sametime 7.5.x auf dieser Technik. Da beide Softwareprodukte auf dieser Basis entwickelt wurden, können diese nun in Lotus Notes 8 integriert werden. Mit dieser Technik ist es möglich, im Lotus-Notes-8-Client die Sametime-Awareness eines Benutzers mit dem vollen Funktionsumfang von Sametime 7.5.x zu benutzen.